# Tillandsia comitanensis
Tillandsia comitanensis är en gräsväxtart som beskrevs av Renate Ehlers. Tillandsia comitanensis ingår i släktet Tillandsia och familjen Bromeliaceae. Inga underarter finns listade i Catalogue of Life.